# Enrique Ávila
Enrique Ávila (Madrid, 15 luglio 1930 – 31 maggio 2017) è stato un attore spagnolo.

## Filmografia parziale
- Madame Sans-Gêne, regia di Pedro Lazaga (1961)
- I sette gladiatori, regia di Pedro Lazaga (1962)
- Marisol contro i gangster, regia di Luis Lucia (1962)
- Il tulipano nero (La Tulipe noire), regia di Christian-Jaque (1964)
- L'uomo di Toledo, regia di Eugenio Martín (1965)
- Per mille dollari al giorno, regia di Silvio Amadio (1965)
- Per un pugno di canzoni, regia di José Luis Merino (1966)
- El Cjorro (Savage Pampas), regia di Hugo Fregonese (1966)
- ...e divenne il più spietato bandito del sud (El hombre que mató a Billy el Niño), regia di Julio Buchs (1967)
- Kitosch, l'uomo che veniva dal nord (Frontera al sur), regia di José Luis Merino (1967)
- I 7 senza gloria (Play Dirty), regia di André De Toth (1968)
- La battaglia dell'ultimo panzer, regia di José Luis Merino (1968)
- Radiografia di un colpo d'oro (Las Vegas, 500 millones), regia di Antonio Isasi-Isasmendi (1968)
- I diavoli della guerra, regia di Bitto Albertini (1969)
- 7 eroiche carogne (Comando al infierno), regia di José Luis Merino (1969)
- Commando di spie (Consigna: matar al comandante en jefe), regia di José Luis Merino (1970)
- Ancora dollari per i MacGregor, regia di José Luis Merino (1970)
- Zorro il cavaliere della vendetta, regia di José Luis Merino (1971)
- Mi querida señorita (El Nido), regia di Jaime de Armiñán (1972)